# 贝湖
贝湖（西班牙语：Laguna de Bay；他加禄语：Lawa ng Laguna），菲律宾第一大湖，也是东南亚诸岛中的第二大湖，仅次于苏门答腊岛的多巴湖。经纬度位于14°23′N 121°15′E / 14.383°N 121.250°E
贝湖位于吕宋岛中部，面积949平方公里，平均水深仅2米，是一个火山堰塞湖。贝湖南为内湖省，北为黎刹省，馬尼拉大都會位于湖的西岸。